# Psammophis condanarus
Psammophis condanarus — вид змій роду піщана змія (Psammophis) родини піщаних змій (Psammophiidae). Мешкає у пустельних регіонах Пакистану, Індії і Непалу. Довжина тіла сягає 1 м довжини.